# Austropyrgus rectus
Austropyrgus rectus is een slakkensoort uit de familie van de Hydrobiidae. De wetenschappelijke naam van de soort is voor het eerst geldig gepubliceerd in 1994 door Ponder et al. als Fluvidona recta.